# دیزج (گرمی)
دیزج روستایی است که در استان اردبیل، شهرستان گرمی، بخش مرکزی، دهستان اجارودغربی اصطلاح عامه"دیزده" قرار دارد.

## جمعیت
بر اساس سرشماری سال ۱۳۸۵ جمعیت این روستا ۷۶۱ نفر با ۱۶۳ خانوار بوده‌است.